# 1938 في سويسرا
فيما يلي قوائم الأحداث التي وقعت خلال عام 1938 في سويسرا.

## ظهور
- 1 يناير – نسكافيه

## مواليد

### أبريل
- 16 أبريل – رولف مورر درّاج طريق سويسري.

### مايو
- 21 مايو – أورس فيدمر كاتب سويسري.[1]

### أكتوبر
- 4 أكتوبر – كورت فوتريخ كيميائي سويسري.[2]

### ديسمبر
- 1 ديسمبر – ريتشارد دور لاعب كرة قدم سويسري.[3]

## وفيات

### يونيو
- 13 يونيو – شارل إدوار غيوم (مواليد 1861) فيزيائي سويسري.[4]

### أكتوبر
- 25 أكتوبر – ألفونسينا ستورني (مواليد 1892) كاتبة أرجنتينية.[5]